# Janez Filopon
‎
Janez Filopon Slovničar (grško Joannes Grammaticus), grški filozof, teolog in književni učenjak, * okoli 550 (490), † okoli 620 (570). 
Filopon je bil krščanski učenjak, ki je deloval v Aleksandriji in je bil Amonijev učenec. 
Poskušal je pojasniti gibanje puščice. Tolmačil in kritiziral je Aristotelovo pojmovanje gibanja in predlagal, da se gibanje ohranja zaradi lastnosti telesa. 
Njegovo tolmačenje so kasneje zavračali Ibn Rušd (Averroës) in sholastični filozofi, ki so podpirali Aristotela. William Ockhamski je podpiral Filoponovo zamisel, vendar so drugi menili, da karkoli že ohranja gibanje, se pri premikanju telesa izgublja.
Filopona so obsojali zaradi triteizma, ker je v svetem trojstvu videl tri narave, snovi in božanstva, na podlagi števila osebnosti. Svoj pogled je opravičeval z aristotelovskimi kategorijami, rodom (genus), vrsto (species) in človekom (individuum).